# Датский ригсдалер
Ригсдалер (дат. rigsdaler) — историческая денежная единица Дании XVI—XIX столетий. После повсеместного распространения иоахимсталеров и их подражаний на территории Европы в первой половине XVI столетия большинство крупных серебряных монет получило название «талеров». В Дании и других скандинавских странах оно трансформировалось в «далер». Первоначально один далер соответствовал 1½ маркам или 24 скиллингам. По мере порчи мелкой разменной курс полновесной серебряной монеты повышался. В 1625 году установили чёткие взаимоотношения (1 далер — 6 марок — 96 скиллингов), которые просуществовали вплоть до 1813 года. Формирование фиксированного обменного курса между различными денежными единицами не могло остановить уменьшение государственной властью содержания в них благородного металла. Полновесная серебряная монета, имевшая 25,28 г чистого серебра получила название «ригсдалера», по аналогии с немецким рейхсталером. Появление банкнот, которые хотя и были номинированы в ригсдалерах, но не соответствовали по стоимости полновесным монетам с одноимённым названием, привело к возникновению понятий «курантного» и «спесиеригсдалера».
В 1813 году на фоне банкротства государства была введена новая денежная единица «ригсбанкдалер». Он содержал ровно в два раза меньшее количество серебра по сравнению со спесиеригсдалером. В 1854 году проведена реформа, предполагавшая переименование ригсбанкдалеров в ригсдалеры ригсмёнт. Одновременно в государстве отходили от термина «спесиеригсдалер». В остальном денежное обращение оставалось прежним. 27 мая 1873 года между Данией и Швецией был заключён Скандинавский монетный союз, который предполагал отказ от серебряного стандарта и унификацию денежных единиц обеих стран на основе кроны стоимостью в 0,4032 г чистого золота. Обмен производили до 1 января 1875 года по курсу 1 датская крона — ½ ригсдалера.
Кроме Дании ригсдалеры в XVIII—XIX столетиях выпускали в контролируемых ею немецких герцогствах Шлезвиг и Гольштейн, Гренландии, а также датской Вест-Индии. В Норвегии, находившейся с 1397 по 1814 год в унии с Данией, выпускали собственные ригсдалеры, которые в данной статье не рассматриваются.

## Предпосылки появления

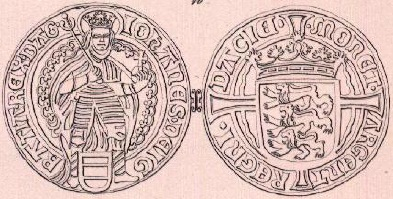
Датский серебряный гульден конца XV столетия

В Дании первые крупные серебряные монеты талерового типа отчеканили в конце XV столетия при правлении короля Иоганна (1481—1513). Их появление соответствовало общеевропейским тенденциям денежного обращения и потребностям торговли. Ещё в 1486 году эрцгерцог Тироля Сигизмунд в связи с нехваткой золота и, в то же время, наличием серебряных рудников в своём государстве выпустил большую серебряную монету. По стоимости содержащегося в ней металла (31,7 г серебра 935 пробы) новая денежная единица была эквивалентна золотому рейнскому гульдену. По своей сути чеканка серебряного гульдена стала первой в Священной Римской империи попыткой заменить золотые монеты серебряными аналогами. Новую монету называли «гульдинером» и «гульденгрошем». Дания, которая на тот момент включала в свой состав территории современных Швеции, Норвегии, Финляндии и Исландии, не осталась в стороне от новых веяний. В 1496—1497 и 1500 годах в Дании выпустили первые серебряные гульденгроши.
В 1510—1512 годах в области Рудных гор на северо-востоке Богемии были открыты богатые месторождения серебра. По приказу местного правителя Штефана Шлика в 1516 году был основан посёлок рудокопов, который получил название Таль, от нем. Tal — долина. В следующем, 1517 году, разросшийся город получил название Иоахимсталя (в честь покровителя рудокопов святого Иоахима).
По средневековым меркам тираж новых гульдинеров был огромен. Всего до 1545 года из серебра рудников Иоахимсталя было отчеканено более 3 млн экземпляров иоахимсталеров. Это принесло не только колоссальный доход семейству Шликов, но и повлекло их распространение по всей Германии, Чехии, Венгрии и других странах. Большое количество характерных денежных знаков привело к тому, что их стали называть по месту чеканки «иоахимсталерами», или сокращённо «талерами». Это название позже перешло на все типы гульденгрошенов. В Дании оно трансформировалось в далер.

## Ригсдалеры в XVI — начале XIX столетия
Король Кристиан II (1513—1523) распорядился чеканить крупные серебряные монеты по образцу тирольских гульденгрошей. Во время его правления в Дании использовали денежные единицы, идентичные единицам Вендского монетного союза. Датский скиллинг и марка соответствовали любекским. Первые далеры содержали количество серебра, эквивалентное 1½ маркам или 24 скиллингам. После того, как иоахимсталеры получили широкое распространение, с 1537 года в Дании стали чеканить далеры по их образцу.

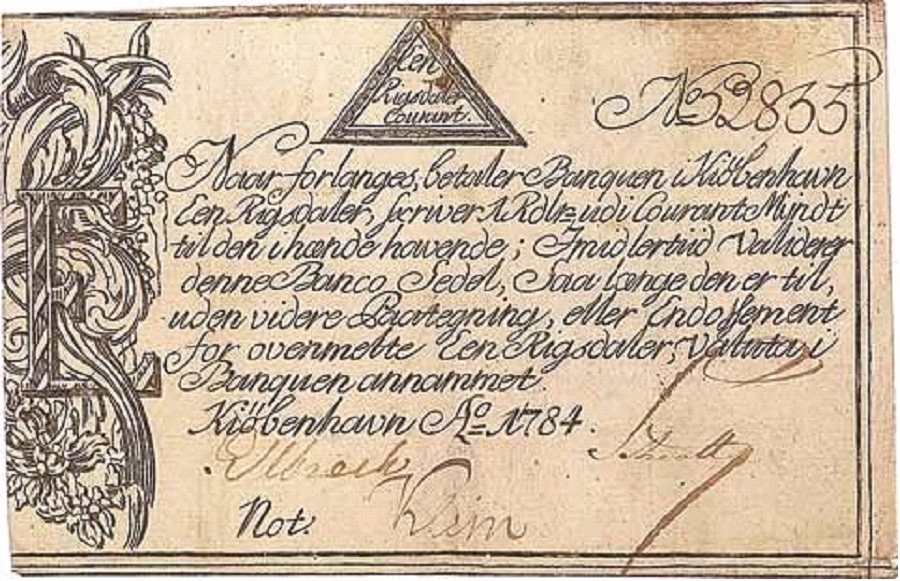
Банкнота 1794 года номиналом в 1 курантный ригсдалер

Череда вооружённых конфликтов, таких как восстание в Швеции, закончившееся обретением ею независимости, междоусобная война 1534—1536 годов, получившая название «Графской распри», Северная семилетняя война 1563—1570 годов привели к массовой порче монеты. Курс крупной серебряной монеты далера относительно мелкой разменной монеты повысился вдвое и стал составлять 4 датских марки. В 1625 году сложилась следующая система денежных единиц: 1 далер — 6 марок — 96 скиллингов. Скиллинг в свою очередь делился на 12 пеннингов. Одновременно с далером в стране циркулировали серебряные кроны, равные 4 маркам. Указанные соотношения просуществовали до 1813 года.
Формирование фиксированного обменного курса между различными денежными единицами не могло остановить порчи монеты. Очередное существенное снижение содержания серебра в скиллингах произошло во время Северной войны 1700—1721 годов. Основными денежными единицами в этот период стали т. н. «ригсорты» — монеты номиналом в 24, 8 и 4 скиллинга, отчеканенные по стопе 111⁄3 ригсдалера (1088 скиллингов) из одной кёльнской марки (233,855 г) чистого серебра. Это было существенно ниже, чем в приближённых к весовым характеристикам к рейхсталеру ригсдалерам, выпускавшихся по стопе в 9¼ монеты из кёльнской марки благородного металла.
Одновременно центральное правительство в 1713 году начало выпуск банкнот. Они, хоть и были номинированы в ригсдалерах, не соответствовали по стоимости полновесной серебряной монете с одноимённым названием. Это в свою очередь привело к выделению двух денежных единиц — спесиедалера и курантного ригсдалера, чья стоимость определялась текущим рыночным курсом относительно полновесной серебряной монеты. С 1748 года в стране напечатали купюры с указанием номинала в курантных ригсдалерах. В XVIII столетии также выпускали бумажные деньги в «спесиеригсдалерах», что подразумевало свободный их обмен на серебряные ригсдалеры. С 1795 года начинают чеканить монеты с указанием «RIGSDALER SPECIES».

## Ригсдалеры от реформы 1813 года до прекращения существования в 1875 году

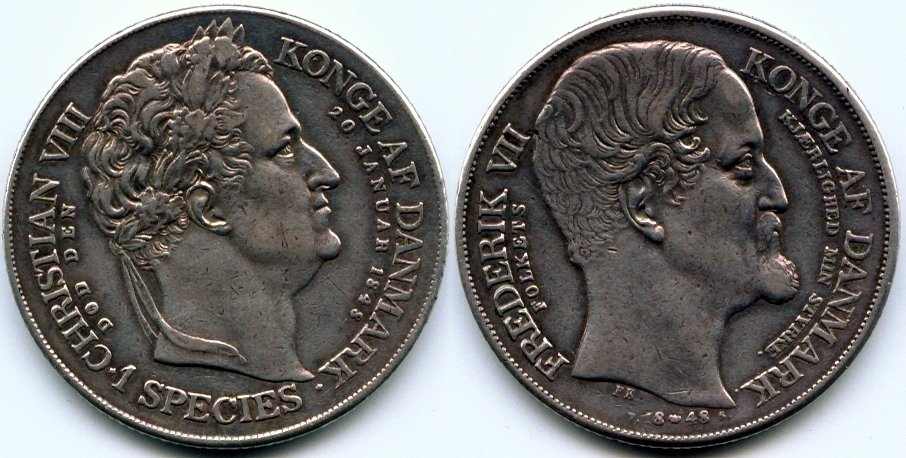
Спесиеригсдалер 1848 года

В ходе Наполеоновских войн Дания участвовала в ряде конфликтов, которые закончились её поражением, потерей ряда территорий и банкротством. Финансовое состояние государства ухудшалось. Так, если в 1794 году ригсдалер курант соответствовал 4⁄5 спесиесригсдалера, то в 1813 году курс составил 6 к 1. 5 января 1813 года было объявлено о создании новой денежной единицы — ригсбанкдалера. Одновременно предполагался выпуск золотых монет. В зависимости от изображённого на них монарха их называли кристиан- или фредерикдорами. Учитывая весовые характеристики ригсбанкдалера (18½ монеты из кёльнской марки чистого серебра) и фредерикдора (6,6420 г золота 896 пробы), а также их соотношение 10 ригсбанкдалеров за один золотой, золотые монеты оказались существенно переоценёнными. При рыночном курсе 1 к 15—16, в Дании 1 г золота в монете соответствовал 21¼ г серебра в ригсбанкдалере. Тиражи золотых монет были незначительными и по своей сути практически не влияли на систему денежных отношений в государстве.
Ригсбанкдалер содержал ровно в два раза меньшее количество серебра по сравнению с спесиесригсдалером. Были сохранены прежние привычные пропорции с разменными денежными единицами: ригсбанкдалер — 6 марок по 16 ригсбанкскиллингов. На монетах номиналом в 2 ригсбанкдалера указывали «RIGSDALER SPECIES» или «SPECIES». В 1854 году проведена реформа, предполагавшая переименование ригсбанкдалеров в ригсдалеры ригсмёнт (дат. rigsdaler rigsmønt). Одновременно в государстве отходили от термина «спесиесригсдалер». В остальном денежное обращение в целом оставалось прежним: 1 ригсдалер ригсмёнт — 96 скиллингов ригсмёнт, 10 ригсдалеров ригсмёнт — 1 фредерик- или кристиандор.
27 мая 1873 года между Данией и Швецией был заключён Скандинавский монетный союз, который предполагал отказ от серебряного стандарта и унификацию денежных единиц обеих стран на основе кроны стоимостью в 0,4032 г чистого золота. Обмен производили до 1 января 1875 года по курсу 1 датская крона — ½ ригсдалера. Одновременно ввели разменную единицу эре, равную 1⁄100 кроны.

## Шлезвиг-Гольштейнский ригсдалер
На протяжении нескольких столетий населённые преимущественно немцами земли Шлезвиг-Гольштейна были включены в состав Дании. Ещё в 1460 году первого короля Дании из Ольденбургской династии Кристиана I провозгласили правителем Шлезвиг-Гольштейна, но не в качестве датского короля, а лично, как герцога данных земель. В последующие несколько столетий эти земли становились причиной вооружённых конфликтов. С 1773 года Шлезвиг-Гольштейн фактически стал датской провинцией. При этом за герцогствами сохранялся ряд привилегий, в том числе право на чеканку собственной монеты.
В Шлезвиг-Гольштейне под влиянием Дании и рядом расположенных немецких земель сложилась собственная система денежного обращения. С 1787 года в герцогствах Шлезвиг и Гольштейн стали чеканить монеты, идентичные по весу и содержанию серебра со спесиеригсдалерами. В отличие от датских, они подразделялись на 60 курантных шиллингов. В последующие годы выпускали монеты с обозначением номинала либо в курантных шиллингах, либо в датских «Reichsbankschilling», либо с указанием двух единиц (например «RIGSBANKDALER» и «30 SCHILLING COURANT»). Смерть в конце 1863 года бездетного короля Фредерика VII привело к пресечению династии Ольденбургов на датском престоле. Разногласия относительно того, кто же должен управлять этими провинциями, привели к австро-прусско-датской войне 1864 года. Результатом стало поражение Дании и исключение из её состава Шлезвиг-Гольштейна.

## Датские колониальные ригсдалеры

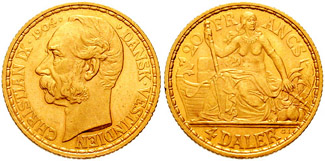
4 вест-индских далера 1904 года

Датская Вест-Индия представляла собой колонию, состоявшую из трёх островов в Карибском море — Санта-Крус, Сент-Джон и Сент-Томас. Во второй половине XVII столетия управление над островами получила Датская Вест-Индская компания, затем в 1755 году они перешли в собственность Дании. Для организации денежного обращения на их территории ввели местную денежную единицу, которая по аналогии с валютой метрополии получила название ригсдалера. Вест-индский ригсдалер соответствовал 96 скиллингам. Курс вест-индского ригсдалера был меньшим относительно ригсдалера метрополии. 1 вест-индский приравнивался к 4⁄5 курантного датского ригсдалера. В 1849 году в Датской Вест-Индии провели монетную реформу, предполагавшую децимализацию основной денежной единицы. Новый вест-индский далер стал равным 5 франкам, 100 центам или 500 битам. Эта денежная единица просуществовала вплоть до продажи островов США в 1917 году.

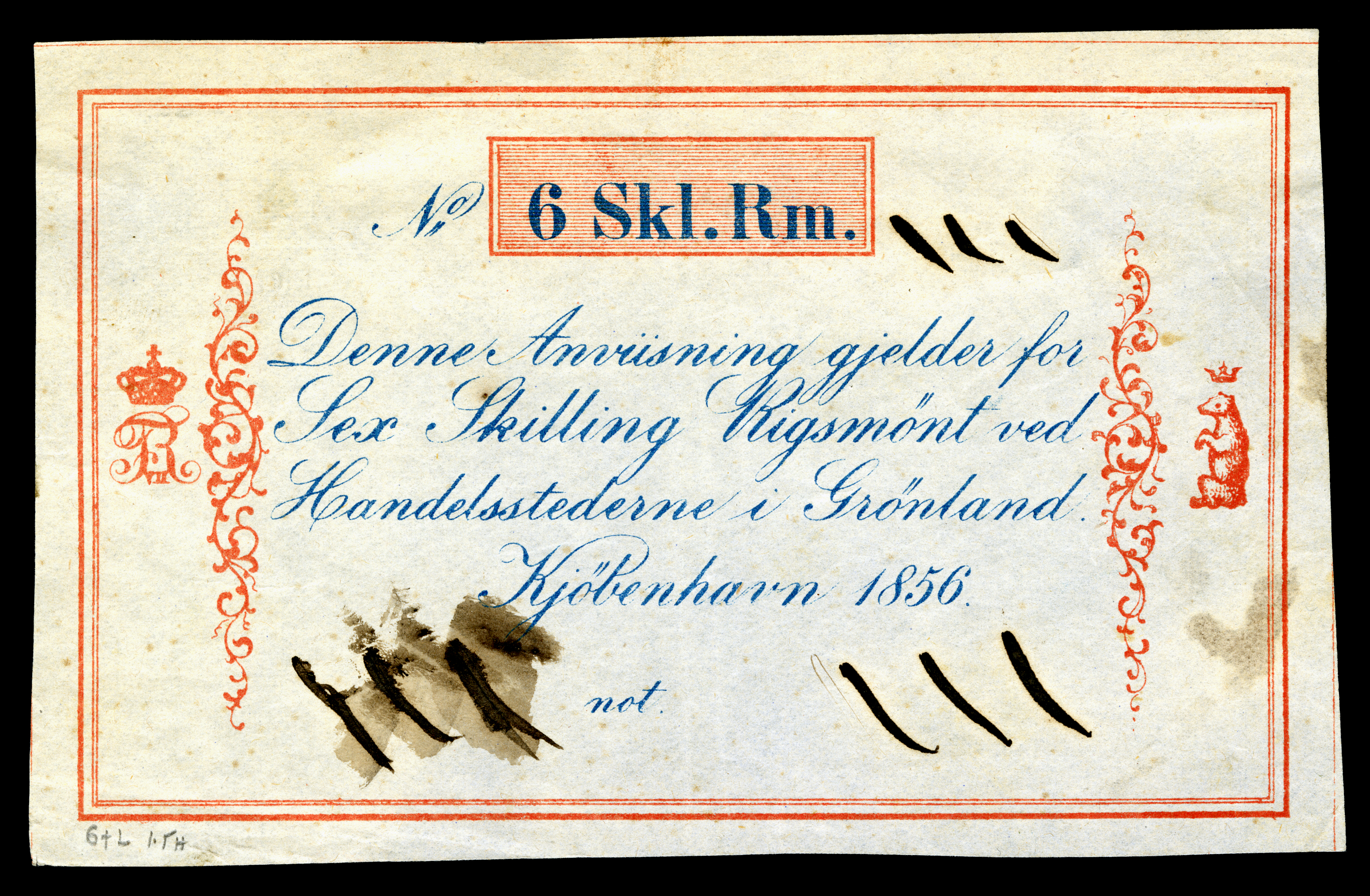
6 гренландских скиллингов (ригсдалера) ригсмёнт Королевского гренландского торгового общества

После подписания Кальмарской унии в 1397 году Гренландия стала частью владений датского короля. После расторжения датско-норвежской унии в 1814 году земля отошла к Датскому королевству в качестве колонии. Непосредственным управлением самым большим в мире островом с 1774 года ведало Королевское гренландское торговое общество (дат. Den Kongelige Grønlandske Handel).
Несмотря на свои размеры остров практически безлюден. Так, по данным на 1888 год, в подконтрольных Дании гренландских поселениях проживало всего около 10 тысяч человек. Для обеспечения денежного обращения торговое общество периодически с 1803 года выпускало банкноты, номинированные по аналогии с метрополией в ригсдалерах, ригсбанкдалерах, скиллингах и ригсдалерах ригсмёнт.